# Greensburg (Louisiana)
Greensburg település az Amerikai Egyesült Államok Louisiana államában, St. Helena megyében, melynek megyeszékhelye is. Lakosainak száma 629 fő (2020. április 1.).

## Népesség
A település népességének változása:

| 2010 | 718 |
| 2020 | 629 |